# Riemannhaus
La Riemannhaus est un refuge de montagne du Club alpin allemand dans les Alpes de Berchtesgaden. Il se situe dans le chaînon du Steinernes Meer, entre le Sommerstein et le Breithorn. L'emplacement central fait de la Riemannhaus l'une des bases les plus importantes de la Steinernes Meer. De là, les alpinistes expérimentés peuvent entreprendre de nombreuses traversées et ascensions de sommets. Il existe de vastes randonnées sur le plateau ainsi que des destinations de sommet difficiles dans les environs immédiats. Des randonnées à ski sont possibles en hiver, lorsque jusqu'à six personnes peuvent passer la nuit dans la salle d'hiver.

## Histoire
Ce refuge de haute montagne tire son nom de son constructeur Rudolf Ehrenfried Riemann. Riemann, né à Posen en 1825, vient à Zell am See pour la première fois en 1864. De 1872 à 1880, année où sa santé se dégrade, il préside la section du Club alpin de Zell am See. À cette époque, Saalfelden n'a pas sa propre section de cette organisation alpine. Pendant ce temps, le Ramseidersteig est construit, le chemin menant au Ramseider Scharte, pour lequel il fait don de 500 florins. Parallèlement, la Riemannhaus est construite et inaugurée le 29 août 1885 au profit de la section de Pinzgau. Riemann, qui était déjà gravement malade (et meurt le 24 septembre de la même année), est représenté à la célébration par des membres de sa famille. Le comité de construction lui dédie un portrait, qui doit orner la maison en hommage. À l'ouverture du refuge, il y a des lits pour sept personnes, plus tard 15 lits et un dortoir pour neuf guides de montagne.
La section d'Ingolstadt du Club alpin allemand, qui gère le bâtiment à ce jour, agrandit le bâtiment en 1902 dans le cadre d'une rénovation inaugurée le 22 juillet de la même année, avec dix chambres (24 lits) et un dortoir de seize places dans le grenier.
Au fil des années, des rénovations et des extensions ont lieu, de sorte qu'aujourd'hui 20 lits dans des chambres et environ 120 lits de camp peuvent être proposés.

## Chemins d'accès
- De Saalfelden-Kaltenbachtal (850 m) par le Ramseider Steig, moyenne, temps de marche : 4 heures
- De Maria Alm (parking de Sandten à 1 100 m) par le Hüttenweg, temps de marche : 2 heures et demie
- De l'église Saint-Barthélemy du Königssee (605 m, accessible en bateau) par le Kärlingerhaus, moyenne, temps de marche : 7 heures

## Sites à proximité
Autres refuges
- Refuge Peter-Wiechenthaler (1 707 m)
  - par les Breithorn, Mitterhorn et Persailhorn, niveau de difficulté 1-2, partiellement sécurisé, temps de marche : 4 heures
  - par l'Eichstätter Weg et le Weißbachscharte, moyenne, temps de marche : 3 heures et demie
- Ingolstädter Haus (2 120 m) par l'Eichstätter Weg, moyen, temps de marche : 3 heures et demie
- Kärlingerhaus (1 635 m) par le Salzburger Kreuz et le Funtensee, moyen, temps de marche : 3 heures et demie
- Wasseralm (1 420 m) sur Hochbrunnsulzenscharte et Blaue Lacke, moyen, temps de marche : 7 heures
- Franz-Eduard-Matras-Haus (2 941 m) sur le haut plateau, le Wildalmkirchl-Biwak, les Brandhorn, Torez, Herzogsteig et Übergossene Alm, niveau de difficulté 1-2, partiellement sécurisé, temps de marche : 12 heures

À la Riemannhaus, deux sentiers de randonnée de longue distance autrichiens, le Nordalpenweg et le Rupertiweg, croisent les sentiers de randonnée de longue distance européens E4 et E10.
Sommets
- Sommerstein (2 308 m), moyen, temps : 30 minutes
- Schönegg (2 390 m), moyen, temps : 1 heure
- Breithorn (2 504 m) über Nordostseite, moyen, temps : 1 heure et demie
- Wurmkopf (2 450 m), moyen, temps : 1 heure et demie
- Schönfeldspitze (2 653 m), niveau de difficulté 1-2, temps : 2 heures et demie
- Selbhorn (2 655 m) par le Buchauer Scharte, moyen, temps : 3 heures et demie